# SID Atlantique
Le SID Atlantique (SID ATL) est un des sept établissements régionaux déconcentrés du Service d'infrastructure de la Défense (SID), organisme interarmées rattaché au Secrétariat Général pour l'Administration (SGA) du Ministère des Armées. Sa portion centrale est localisée à Brest sur le site de Mesdoun.  
Cet établissement est chargé de l'investissement, de la construction, du maintien en conditions opérationnelles, de la gestion domaniale, de la gestion immobilière et de la gestion énergétique des infrastructures militaires (essentiellement de la Marine nationale) de l'ouest de la Bretagne, en particulier celles faisant partie de la base de défense de Brest-Lorient. 

## Historique
En 2005, la direction des travaux maritimes de Brest (DTM de Brest) du Service des Travaux Immobiliers et Maritimes, dépendant de l'État-Major de la Marine, devient un établissement régional du Service d'Infrastructure de la Défense (SID) nouvellement créé dans l'objectif de réunir les services constructeurs de la Marine Nationale, de l'Armée de Terre (Service du Génie) et de l'Armée de l'Air (Service de l'Infrastructure de l'Air).
Le 28 juin 2007, les différents services de la direction des travaux maritimes de Brest, historiquement dispersés sur la Base Navale de Brest et à la Préfecture Maritime, sont réunis dans de nouveaux locaux de 11 500 m² à Mesdoun.
Un premier changement de nom de l'établissement a lieu en 2008 afin d'homogénéiser les dénominations des différentes directions déconcentrées du SID. La direction des travaux maritimes de Brest devient la Direction Régionale du Service d'Infrastructure de la Défense de Brest (DRSID-BRT).
Au terme d'une mutation entamée en 2008, les directions régionales sont de nouveau renommées début 2011, celle de Brest prenant alors le nom d'Établissement du Service d'Infrastructure de la Défense de Brest (ESID-BRT). Ce changement de nom s'accompagne de la reprise du soutien des installations de la Direction Générale de l’Armement (DGA) et de la Direction Interarmées des Réseaux d’Infrastructure et des Systèmes d’Information (DIRISI), ainsi que de la création des Unités de Soutien de l'Infrastructure de la Défense (USID), antennes locales de l'échelon régional. L'ESID de Brest se dote alors de quatre USID classiques (Brest, Lorient, Landivisiau et Lanvéoc), ainsi que d'un USID spécifique Île Longue (renommé « Division Investissement et Maintien en Conditions Île Longue » à la fin des années 2010).  
Enfin, au 1er janvier 2025, dans le cadre de la politique de transformation et de modernisation du service « Transfo'SID », les établissements du SID (ESID) deviennent des SID Régions (SID-R), et l'établissement de Brest est renommé SID Atlantique (SID ATL). L'organisation des SID-R est modifiée et uniformisée au 1er août 2025.

## Rayon d'action
Son domaine d'action comprend la Base Navale de Brest et ses annexes, la base opérationnelle de l'Île Longue (port base des SNLE français) et ses annexes de la Pyrotechnie de Guenvenez et du Fort de Crozon, le port militaire de Lorient, les trois bases d'aéronautique navale de Lanvéoc-Poulmic, de Landivisiau et de Lann-Bihoué, l'École navale et le groupe des écoles du Poulmic, les quelques implantations de l'Armée de Terre (centre parachutiste d'entraînement aux opérations maritimes (CPEOM) à Quélern en particulier) et de l'Armée de l'Air et de l'Espace (radar de Bretagne à Loperhet), ainsi que l'ensemble des sémaphores situés sur les côtes de l'ouest de la Bretagne.

## Liste des ingénieurs chargés des travaux du port et de l'arsenal de Brest

### Ingénieurs des fortifications
- 1682-1691 : Siméon Garangeau
- 1691-1713 : Paul Louis de Mollart
- 1713-1728 : Isaac Robelin
- 1728-1739 : Angères du Mains
- 1739-1743 : Amédée François Frézier

### Ingénieurs chargés des ouvrages du port (ou ingénieurs des bâtiments civils de la marine)
- 1743-1746 : Blaise Ollivier
- 1746-1782 : Antoine Choquet de Lindu
- 1782-1793 : Étienne Nicolas Blondeau
- 1793-1797 : Camus
- 1797-1800 : Jean-Marie Martret
- 1800-1802 : Delorme
- 1802-1808 : Jean Bernard Tarbé de Vauxclairs

### Directeurs des travaux maritimes
- 1808-1819 : Jean-Nicolas Trouille
- 1818-1829 : Antoine Elie Lamblardie
- 1829-1845 : Pierre Trotté de la Roche
- 1845-1847 : Nicolas Lemoigne
- 1847-1849 : Antoine Menu du Mesnil

### Directeurs des travaux hydrauliques
- 1849-1856 : Edouard Méry
- 1857-1876 : Hector Dehargne
- 1876-1880 : Simon Verrier
- 1881-1894 : Charles Jenner
- 1895-1910 : Amand de Miniac
- 1910-1913 : Gustave Bézault
- 1914-1923 : André Mallat

### Directeurs des travaux maritimes
- 1924-1940 : Henri Thévenot
- 1940-1945 : Jean Estrade
- 1945-1950 : Pierre Cayotte
- 1950-1951 : Hamoniaux
- 1951-1957 : Olliéro
- 1957-1960 : Jacques Boué
- 1961-1963 : Henri Heuze
- 1964-1966 : Paul Gendrot
- 1966-1978 : Bertrand
- 1978-1981 : Raunet
- 1981-1987 : Pierre Romenteau
- 1987-2001 : Philippe Pascal
- 2001-2008 : Alain Ollivier

### Directeurs régionaux du service d'infrastructure de la Défense
- 2008-2010 : Alain Ollivier

### Directeurs de l'établissement du service d'infrastructure de la Défense
- 2011-2011 : Alain Ollivier
- 2011-2013 : Michel Rainero
- 2013-2016 : Jean Servière
- 2016-2019 : Vincent Augustin
- 2019-2024 : Roland Boutin

### Directeurs du SID Atlantique
- 2025-aujourd'hui : Roland Boutin